# 池田市立呉服小学校
池田市立呉服小学校（いけだしりつ くれは しょうがっこう）は、大阪府池田市にある公立小学校である。

## 沿革
- 1939年4月 - 池田小学校の校舎の一部を借りて豊能郡東雲小学校開校
- 1939年8月 - 呉服尋常小学校と改称
- 1947年 - 学制改革により現校名となる
- 1955年 - 大津市で校外学習を行った際に台風に遭遇し、大津市立長等小学校へ避難。ここでの厚遇に両校は「親類学校」として、翌年から親善交流会を毎年開催している
- 1968年 - 音楽堂竣工
- 1977年 - 池田市立神田小学校を分離
- 2008年 - 音楽堂のリニューアル工事完工、池田市教育委員会に移管。「池田市立くれは音楽堂」として一般市民も利用できるようになった

## 吹奏楽部
1948年創設。1961年に「春の吹奏楽～1000人の合同演奏～（現・3000人の吹奏楽）」、翌年には「アマチュアトップコンサート」に出場し、ともに以後毎回出演している。1970年の日本万国博覧会の開会式にも出場、うち1人が昭和天皇に花束を手渡した。1999年には創設50周年記念定期演奏会を開催した。

## 通学区域
- 池田市 室町・桃園1丁目・桃園2丁目・姫室町・呉服町・満寿美町・宇保町・八王寺1丁目(槻木町・神田町)[1]

## 著名な出身者
- 旭里憲治（増田憲治） - 元大相撲力士、日本相撲協会の年寄・中川
- 田中宏幸 - 吹奏楽指導者、元京都橘高等学校吹奏楽部顧問
- 野上真司 - プロボクサー、元WBOアジア太平洋スーパーフェザー級チャンピオン
- 谷田絹子- 東洋の魔女  元バレーボールオリンピック金メダリスト エース

## 交通
- 阪急宝塚本線 池田駅 南へ徒歩5分